# 마스우라역
마스우라역(일본어: 鱒浦駅 ますうらえき[*])은 일본 홋카이도 아바시리시에 위치한 홋카이도 여객철도 센모 본선의 철도역이다. 역 번호는 B78이며, 단선 승강장 1면 1선의 구조를 갖춘 지상역이다.

## 역 주변
- 국도 제244호선

## 역사
- 1924년 11월 15일 : 일본국유철도의 역으로서 개업. 일반역.
- 1932년 11월 1일 : 이 역 - 아바시리 간 선로 교체에 의해 거리 수정.
- 1960년 10월 25일 : 화물 · 하물의 취급 폐지.
- 1963년 4월 1일 : 업무 위탁화.
- 1966년 9월 1일 : 무인화.
- 1987년 4월 1일 : 일본국유철도 분할 민영화에 의해, 홋카이도 여객철도가 승계.
- 2015년 1월 5일 : 역사 개축 공사 완료.

## 인접 역
| 홋카이도 여객철도 센모 본선   | 홋카이도 여객철도 센모 본선 | 홋카이도 여객철도 센모 본선   |
| ----------------------------- | --------------------------- | ----------------------------- |
| B 79 가쓰라다이 아바시리 방면 | ■ 센모 본선                 | 모코토 B 77 히가시쿠시로 방면 |